# Équipe de Suisse de football en 1970
Cet article présente les résultats de l'équipe de Suisse de football lors de l'année 1970. En décembre, elle rencontre pour la première fois l'équipe de Malte.

## Bilan
|           | Nombre de matchs | Victoires | Défaites | Matchs nuls | Buts marqués | Buts encaissés |
| Domicile  | 4                | 1         | 2        | 1           | 3            | 4              |
| Extérieur | 2                | 2         | 0        | 0           | 3            | 1              |
| Neutre    | 0                | 0         | 0        | 0           | 0            | 0              |
| Total     | 6                | 3         | 2        | 1           | 6            | 5              |

## Matchs et résultats
| Match amical                              | Suisse  | 0 - 1   | Espagne | La Pontaise, Lausanne                              |                                                    |
| 22 avril 1970 · Historique des rencontres |         | (0 - 1) | 7e Rojo | Spectateurs : 28 000 Arbitrage : Ferdinand Biwersi | Spectateurs : 28 000 Arbitrage : Ferdinand Biwersi |
| 22 avril 1970 · Historique des rencontres | Rapport |         |         | Spectateurs : 28 000 Arbitrage : Ferdinand Biwersi | Spectateurs : 28 000 Arbitrage : Ferdinand Biwersi |

| Match amical                           | Suisse           | 2 - 1   | France      | Stade Saint-Jacques, Bâle                      |                                                |
| 3 mai 1970 · Historique des rencontres | Blättler 28e 72e | (1 - 0) | 79e Revelli | Spectateurs : 24 500 Arbitrage : Paul Schiller | Spectateurs : 24 500 Arbitrage : Paul Schiller |
| 3 mai 1970 · Historique des rencontres | Rapport          |         |             | Spectateurs : 24 500 Arbitrage : Paul Schiller | Spectateurs : 24 500 Arbitrage : Paul Schiller |

| Match amical pour les 75 ans de l'Association suisse de football | Suisse       | 1 - 1   | Italie      | Wankdorf, Berne                                   |                                                   |
| 17 octobre 1970 · 15h30 · Historique des rencontres              | Blättler 16e | (1 - 0) | 85e Mazzola | Spectateurs : 42 000 Arbitrage : Kurt Tschenscher | Spectateurs : 42 000 Arbitrage : Kurt Tschenscher |
| 17 octobre 1970 · 15h30 · Historique des rencontres              | Rapport      |         |             | Spectateurs : 42 000 Arbitrage : Kurt Tschenscher | Spectateurs : 42 000 Arbitrage : Kurt Tschenscher |

| Match amical                                 | Suisse  | 0 - 1   | Hongrie     | Stade Saint-Jacques, Bâle                          |                                                    |
| 15 novembre 1970 · Historique des rencontres |         | (0 - 0) | 82e Fazekas | Spectateurs : 25 000 Arbitrage : Concetto Lo Bello | Spectateurs : 25 000 Arbitrage : Concetto Lo Bello |
| 15 novembre 1970 · Historique des rencontres | Rapport |         |             | Spectateurs : 25 000 Arbitrage : Concetto Lo Bello | Spectateurs : 25 000 Arbitrage : Concetto Lo Bello |

| Éliminatoires pour l'Euro 1972               | Grèce   | 0 - 1   | Suisse     | Stade Karaïskaki, Le Pirée                          |                                                     |
| 16 décembre 1970 · Historique des rencontres |         | (0 - 0) | 84e Müller | Spectateurs : 38 000 Arbitrage : Milivoje Gugulović | Spectateurs : 38 000 Arbitrage : Milivoje Gugulović |
| 16 décembre 1970 · Historique des rencontres | Rapport |         |            | Spectateurs : 38 000 Arbitrage : Milivoje Gugulović | Spectateurs : 38 000 Arbitrage : Milivoje Gugulović |

| Éliminatoires pour l'Euro 1972               | Malte               | 1 - 2   | Suisse                   | Empire Stadium, Gżira                        |                                              |
| 20 décembre 1970 · Historique des rencontres | Theobald 57e (pen.) | (0 - 0) | 49e Quentin · 59e Künzli | Spectateurs : 12 000 Arbitrage : Gocho Rusev | Spectateurs : 12 000 Arbitrage : Gocho Rusev |
| 20 décembre 1970 · Historique des rencontres | Rapport             |         |                          | Spectateurs : 12 000 Arbitrage : Gocho Rusev | Spectateurs : 12 000 Arbitrage : Gocho Rusev |